# NGC 2324
NGC 2324 je otevřená hvězdokupa v souhvězdí Jednorožce. Od Země je vzdálená asi 12 400 světelných let. Objevil ji William Herschel 27. prosince 1786.

## Pozorování
Hvězdokupa leží 3° východně od NGC 2301 a malý dalekohled ji ukáže pouze jako mlhavou skvrnku. Její nejjasnější hvězdy mají hvězdnou velikost 10 a středně velký dalekohled jich ukáže velmi mnoho, takže pohled na ni je velmi působivý.

## Vlastnosti
Tato hvězdokupa je od Země je vzdálená asi 12 400 světelných let. Její stáří se odhaduje na 450 milionů let.